# Número irracional

Diagrama de alguns subconjuntos de números reais.

Número irracional é um número real que não pode ser obtido pela divisão de dois números inteiros, ou seja, são números reais mas não racionais. O conjunto dos números irracionais é representado pelo símbolo {\displaystyle \mathbb {I} }.
Número irracional é um número real que não pode ser obtido pela divisão de dois números inteiros, ou seja, são números reais mas não racionais. O conjunto dos números irracionais é representado pelo símbolo {\displaystyle \mathbb {I} }.

## História
Os primeiros indícios relacionados ao conceito de número irracional remontam ao conceito de incomensurabilidade. Dois segmentos são comensuráveis se existe uma unidade comum na qual podem ser medidos de forma exata. Por exemplo, um segmento de medida {\displaystyle \scriptstyle {\frac {1}{3}}} e outro de medida {\displaystyle \scriptstyle {\frac {1}{8}}} podem ser expressos por múltiplos inteiros de um segmento de medida {\displaystyle \scriptstyle {\frac {1}{24}},} ou seja, {\displaystyle \scriptstyle {\frac {1}{3}}=8\times {\frac {1}{24}}} e {\displaystyle \scriptstyle {\frac {1}{8}}=3\times {\frac {1}{24}}.}
A primeira descoberta de um número irracional é geralmente atribuída a Hipaso de Metaponto, um seguidor de Pitágoras. Ele teria produzido uma demonstração (provavelmente geométrica) de que a raiz de 2 (ou talvez que o número de ouro) é irracional. No entanto, Pitágoras considerava que a raiz de 2 "maculava" a perfeição dos números, e portanto não poderia existir. Mas ele não conseguiu refutar os argumentos de Hipaso com a lógica, e a lenda diz que Pitágoras condenou seu seguidor ao afogamento.
A partir daí os números irracionais entraram na obscuridade, e foi só com Eudoxo de Cnido que eles voltaram a ser estudados pelos gregos. O décimo livro da série Os elementos de Euclides é dedicado à classificação de números irracionais.
Foi só em 1872 que o matemático alemão Dedekind (de 1831 a 1916) fez entrar na Aritmética, em termos rigorosos, os números irracionais que a geometria sugerira havia mais de vinte séculos.

## Classificação dos irracionais
Existem dois tipos de números irracionais:
- Números reais algébricos irracionais: são raízes de polinômios com coeficientes inteiros. Todo número real que pode ser representado através de uma quantidade finita de somas, subtrações, multiplicações, divisões e raízes de grau inteiro a partir dos números inteiros é um número algébrico, por exemplo {\displaystyle {\sqrt {2}}{\sqrt[{3}]{{\frac {42}{5}}-{\sqrt[{5}]{7}}}}.} A recíproca não é verdadeira: existem números algébricos que não podem ser expressos através de radicais, conforme o teorema de Abel-Ruffini.
- Números reais transcendentes: não são raízes de polinômios com coeficientes inteiros. Várias constantes matemáticas são transcendentes, como pi ({\displaystyle \pi }) e o número de Euler ({\displaystyle e}). Pode-se dizer que existem mais números transcendentes do que números algébricos (a comparação entre conjuntos infinitos pode ser feita na teoria dos conjuntos).

A definição mais genérica de números algébricos e transcendentes é feita usando-se números complexos.

## Demonstração de que a raiz quadrada de dois é irracional
A prova é feita por redução ao absurdo. Suponha-se que {\displaystyle {\sqrt {2}}} é racional. Então pode-se colocá-lo na forma p / q, onde mdc(p,q) = 1, da seguinte forma:
{\displaystyle {\frac {p}{q}}={\sqrt {2}}.}
Elevando ambos os membros ao quadrado, tem-se (p / q )2 = 2. Então, p2 = 2q2. Como p2 é par, então p também é par, pois (2n)2 = 2(2n2), o quadrado de um número ímpar é ímpar: (2n + 1)2 = 2(2n2 + 2n) + 1. Logo pode-se chamar p = 2k. Substituindo na última igualdade, fica-se com:
(2k)² = 2q². Ou seja, 4k² = 2q² e então em 2k² = q², mostrando que q também é um par.
Mas isso é absurdo, pois, por hipótese, mdc(p,q)=1. Conclui-se que {\displaystyle {\sqrt {2}}} é irracional.

## Raiz quadrada de inteiros
Alguns números naturais como por exemplo 1, 4 e 9, os chamados quadrados perfeitos, admitem raiz quadrada natural, a saber 1, 2 e 3. De fato, pode-se mostrar que quando a raiz quadrada de um número inteiro é racional, então deve ser inteira. Ou seja, se p e q são inteiros primos entre si e {\displaystyle {\sqrt {n}}={\frac {p}{q}}}, então {\displaystyle p^{2}=n}.
A prova segue da seguinte forma:
Suponha-se que {\displaystyle n} admita raiz quadrada racional {\displaystyle {\frac {p}{q}}} com p e q inteiros positivos e primos entre si. Então tem-se  {\displaystyle n^{2}={\frac {n^{2}}{1}}={\frac {p}{q}}}. Como ambas as frações da expressão são irredutíveis, tem-se {\displaystyle n^{2}=|p|=p} e {\displaystyle 1=|q|=q}. E o resultado segue.

## Teorema de Abel-Ruffini
O Teorema de Abel-Ruffini é um teorema formulado pelos matemáticos Paolo Ruffini (demonstração em 1799, contendo um pequeno erro) e Niels Henrik Abel (demonstração final em 1824).
O teorema afirma que não há uma solução geral através de radicais para as equações polinomiais de grau cinco ou superior. Note-se que o teorema não afirma que as equações polinomiais de ordem cinco ou superior não têm solução. Na verdade, se o polinómio tiver coeficientes reais ou complexos, e se se permitirem soluções complexas, então todos as equações polinomiais têm solução. Essa é aliás a proposição do teorema fundamental da álgebra. Ainda que essas soluções não possam expressas em termos de radicais, podem ser obtidas com um grau de precisão requerido usando métodos numéricos tais como o métodos de Newton-Raphson ou o de Laguerre. O teorema refere-se simplesmente à forma que a solução pode ter. Assim, a solução de uma equação de grau cinco ou superior nem sempre pode ser expressa a partir dos coeficientes e usando simplesmente as operações de adição, subtracção, multiplicação, divisão e potenciação (incluindo-se nesta última a extracção de raízes).
Tomemos como exemplo, a solução das equações polinomiais de segundo grau, usando a habitual equação quadrática: As raízes de ax2 + bx + c = 0 são: Fórmulas deste tipo existem também para as equações de terceira e quarta ordem. O teorema afirma, portanto, que nenhuma solução de certas equações de quinta ordem pode ser expressa por fórmulas daquele tipo. A equação x5 - x + 1 = 0 é disso um exemplo. Algumas equações de quinto grau podem ser resolvidas por radicais. Um exemplo: {\textstyle x^{5}-x^{4}-x+1=0}. Os critérios de distinção entre um caso e o outro foram descobertos por Évariste Galois.